# Codice ATC R01
Il codice ATC R01 "Preparazioni nasali" è un sottogruppo terapeutico del sistema di classificazione Anatomico Terapeutico e Chimico, un sistema di codici alfanumerici sviluppato dall'OMS per la classificazione dei farmaci e altri prodotti medici. Il sottogruppo R01 fa parte del gruppo R anatomico dell'apparato respiratorio.
Codici per uso veterinario (codici ATCvet) possono essere creati ponendo la lettera Q di fronte al codice ATC umano: QR01 ...
Numeri nazionali della classificazione ATC possono includere codici aggiuntivi non presenti in questa lista, che segue la versione OMS.

## R01A Decongestionanti nasali e altre preparazioni nasali per uso topico

### R01AA Simpaticomimetici
R01AA02 Ciclopentamina
R01AA03 Efedrina
R01AA04 Fenilefrina
R01AA05 Oximetazolina
R01AA06 Tetrizolina
R01AA07 Xilometazolina
R01AA08 Nafazolina
R01AA09 Tramazolina
R01AA10 Metizolina
R01AA11 Tuaminoeptano
R01AA12 Fenoxazolina
R01AA13 Tamazolina
R01AA14 Epinefrina
R01AA15 Indanazolina

### R01AB Simpaticomimetici, in associazione esclusi i corticosteroidei
R01AB01 Fenilefrina
R01AB02 Nafazolina
R01AB03 Tetrizolina
R01AB05 Efedrina
R01AB06 Xilometazolina
R01AB07 Oximetazolina
R01AB08 Tuaminoeptano

### R01AC  Farmaci antiallergici, esclusi i corticosteroidi
R01AC01 Sodio cromoglicato
R01AC02 Levocabastina
R01AC03 Azelastina
R01AC04 Antazolina
R01AC05 Acido spaglumico
R01AC06 Tonzilamina
R01AC07 Nedocromil
R01AC08 Olopatadina
R01AC51 Sodio cromoglicato, associazioni

### R01AD Corticosteroidi
R01AD01 Beclometasone
R01AD02 Prednisolone
R01AD03 Desametazone
R01AD04 Flunisolide
R01AD05 Budesonide
R01AD06 Betametasone
R01AD07 Tixocortolo
R01AD08 Fluticasone
R01AD09 Mometasone furoato
R01AD11 Triamcinolone
R01AD12 Fluticasone
R01AD13 Ciclesonide
R01AD52 Prednisolone, associazioni
R01AD53 Desametazone, associazioni
R01AD57 Tixocortol, associazioni
R01AD58 Fluticasone, associazioni
R01AD60 Idrocortisone, associazioni

### R01AX Altre preparazioni nasali
R01AX01 Calcio esammina tiocianato
R01AX02 Retinolo
R01AX03 Ipratropio
R01AX05 Ritiometano
R01AX06 Mupirocina
R01AX07 Examidina
R01AX08 Framicetina
R01AX09 Acido ialuronico
R01AX10 Varie
R01AX30 Associazioni

## R01B Decongestionanti nasali per uso sistemico

### R01BA Simpaticomimetici
R01BA01 Fenilpropanolamina
R01BA02 Pseudoefedrina
R01BA03 Fenilefrina
R01BA51 Fenilpropanolamina, associazioni
R01BA52 Pseudoefedrina, associazioni
R01BA53 Fenilefrina, associazioni